# 约翰·格雷·麦肯特列克
约翰·格雷·麦肯特列克（英語：John Gray McKendrick，1841年8月12日—1926年1月2日）是一位苏格兰生理学家，格拉斯哥大学教授，1884年当选英国皇家学会会士，1881年至1884年任富勒生理学教授，主要作品有《生理学原理》（The Principles of Physiology）。